# Artmoney

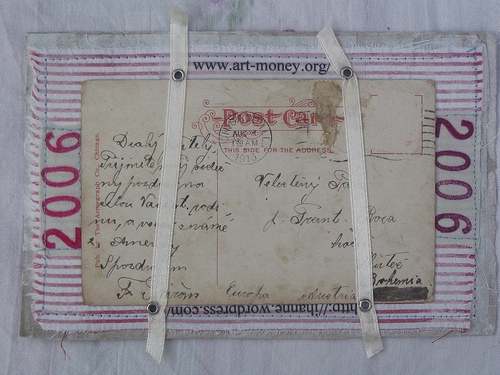
Exempel på Artmoney.

Artmoney, eller BIAM (Bank of International Art Money), är en internationell konstnärsgrupp och konströrelse med ursprung i Danmark, startad av konstnärerna Lars Kræmmer och Flemming Vincent 1998.  
Medlemmarna i gruppen skapar själva sedlar i form av unika konstverk i storleken 12x18 cm, som både fungerar som konstverk och som en alternativ valuta, med en ursprunglig växelkurs på 1 artmoney = 200 danska enkronor. Tusentals konstnärer och hundratals butiker och övernattningsställen i Europa och USA tar emot artmoney som betalningsmedel.
Valutan växte sig så stor att danska finanstillsyningsmyndigheterna DFAB drog Kræmmer och BIAM inför rätta 2008 i ett försök att förbjuda gruppen att använda ordet bank, men gruppen fortsätter att producera artmoney och har spridit sig över hela världen som konströrelse och en alternativ världsvaluta. 
Bland konstnärerna i gruppen finns svenska Karl Backman.
Gruppen har också uppmärksammats för dess kommentarer kring både konstens värde och det internationella bankväsendets makt. 